# جوزيف هولت انغرام
جوزيف هولت انغرام (بالإنجليزية: Joseph Holt Ingraham)‏ (و. 1809 – 1860 م) هو مؤلف، وروائي، وكاتب، ومدرس أمريكي، ولد في بورتلاند، مين، توفي في مسيسيبي، عن عمر يناهز 51 عاماً.

## وصلات خارجية
- جوزيف هولت انغرام على موقع IMDb (الإنجليزية)
- جوزيف هولت انغرام على موقع قاعدة بيانات الفيلم (الإنجليزية)
- جوزيف هولت انغرام في قاعدة بيانات الأفلام على الإنترنت